# Gudvangatunnel
De Gudvangatunnel (Noors: Gudvangatunnelen / Gudvangentunnelen) bevindt zich in de gemeente Aurland in Vestland, Noorwegen. De tunnel verbindt sinds 1991 het dorp Gudvangen, aan de monding van de Nærøyfjord, met de Undredal-vallei en is een onderdeel van de E16. Met een lengte van 11,4 km is het de op twee na langste tunnel van Noorwegen..

## Tunnels in de buurt
Na de Gudvangatunnel volgt op dezelfde weg een aantal andere tunnels: ongeveer 500 meter naar het oosten begint de 5053 meter lange Flenjatunnel, die eindigt bij Flåm. Weer ongeveer een kilometer verder begint de Fretheimtunnel (1363 meter). Ongeveer zeven kilometer ten oosten daarvan, in de buurt van Aurlandsvangen, volgt de 24,5 km metende Lærdaltunnel, de bij opening langste tunnel voor wegverkeer ter wereld. Op een lengte van 51,5 km bestaat zo 43 kilometer van de E16 uit tunnels.

## Brand
Op 5 augustus 2013 raakte op 3,5 kilometer van de tunnelingang een vrachtwagen in brand. Drieënzeventig mensen werd gewond, de meesten doordat ze rook hadden ingeademd. In de tunnel gebeurden veel aanrijdingen omdat het licht er was uitgevallen.